# Artem Kravec'
Artem Anatolijovyč Kravec' (in ucraino Артем Анатолійович Кравець?; traslitterazione anglosassone: Artem Anatoliovych Kravets; Dneprodzeržinsk, 3 giugno 1989) è un ex calciatore ucraino, di ruolo attaccante.

## Carriera

### Club
È cresciuto nelle giovanili della Dinamo, entrando regolarmente tra le riserve e nella seconda squadra, la Dinamo-2 Kiev, fino a quando è stato notato dal nuovo allenatore Jurij Sëmin, che lo ha portato in prima squadra a partire dalla stagione 2007-2008.
Nella Coppa UEFA 2008-2009, nel corso della gara contro il Valencia giocata il 27 febbraio 2009 e conclusa 2 a 2, ha realizzato una doppietta andando in rete ai minuti 34 e 73.
Il 29 dicembre 2015 passa in prestito ai tedeschi dello Stoccarda fino al termine della stagione.

### Nazionale
È stato convocato per la prima volta in nazionale in occasione della partita amichevole contro la Serbia il 26 marzo 2008, ma ha subito un infortunio poco prima della gara e non è sceso in campo. Più tardi è stato convocato per la partita di qualificazione al campionato del mondo 2010 contro l'Inghilterra, il 1º aprile 2009, ma anche questa volta, avendo subito una lesione a un muscolo della coscia sei giorni prima della partita, non ha giocato; al suo posto è stato convocato Evgenij Seleznev.

## Palmarès

### Club

#### Competizioni nazionali
- Supercoppa d'Ucraina: 4

Dinamo Kiev: 2007, 2009, 2011, 2020
- Campionato ucraino: 2

Dinamo Kiev: 2008-2009, 2014-2015
- Coppa d'Ucraina: 2

Dinamo Kiev: 2013-2014, 2014-2015